# Cassytha nodiflora
Cassytha nodiflora är en lagerväxtart som beskrevs av Carl Daniel Friedrich Meisner. Cassytha nodiflora ingår i släktet Cassytha och familjen lagerväxter. Inga underarter finns listade i Catalogue of Life.